# Schwarz Gruppe
Schwarz Gruppe је немачка малопродајна група у породичном власништву која управља продавницама прехрамбених производа Lidl и Kaufland. Највећи је трговац на мало у Европи, а четврти у свету по приходу. Углавном се бави продајом приватних брендова, а такође има сопствене производне погоне за пекарске производе, безалкохолна пића и сладолед.